# 异乡人：上海的芥川龙之介
《异乡人：上海的芥川龙之介》（日语：ストレンジャー〜上海の芥川龍之介〜）是2019年12月上映的日本广播协会单集日剧，由松田龙平主演。共演者有冈部崇、胡子玫、金世佳、任洛敏、邱必昌，北信康导演，改编自芥川龙之介的《上海游记》，讲述了1921年作为《大阪每日新闻》记者的芥川龙之介在上海的见闻。

## 獲得獎項
- 第46回放送文化基金獎（日语：放送文化基金）節目部門
  - 電視劇節目 獎勵賞[4]
  - 電視劇節目 導演賞：加藤拓[5]
- 第75回文化廳藝術祭（日语：芸術祭 (文化庁)）
  - 電視劇部門大賞[6]